# Vera Schrader
Vera Elly Schrader-Catz (Amsterdam, 16 juni 1927 – aldaar, 25 juli 1984) was een Nederlandse meubelontwerper en architect.

## Jeugd en opleiding
Vera Schrader werd geboren als tweeling met Walter Catz. Ze is een dochter van advocaat en Telegraafcolumnist Dr. Mr. Emile Catz en Elly Knaap, en via haar vader kleindochter van Bernard Leon Catz, eigenaar van Catz Elixer. Ze ging naar het Amsterdams Lyceum en studeerde aan het Instituut voor Kunstnijverheidsonderwijs. 

## Carrière
Toen Schrader begon, studeerde ze bij en werkte ze later samen met Gerrit Rietveld, bekend om zijn lidmaatschap van De Stijl, een kunstenaarscollectief bestaande uit o.a. Piet Mondriaan en Theo van Doesburg. Een van de door Gerrit Rietveld goedgekeurde maar door Schrader ontworpen tafels die destijds bij de Bijenkorf werden verkocht, werd later ook daadwerkelijk aan haar toegewezen en toegeschreven. Deze samenwerking tussen Schrader en Gerrit Rietveld was bekend, en onderzoekers van Adams Auctions Amsterdam onderzochten in 2016 de herkomst van een Rietveld Schrader-tafel en vonden een foto van haar thuis met de nu bekende Rietveld Schrader-tafel: waarvan nog twee originele exemplaren over zijn: de Rietveld Schrader-tafel, een houten tafel, in wit en zwart gelakt multiplex delen met houten panelen. Eind jaren '70 opnieuw gelakt in de originele kleuren.
Van 1950 tot 1984 werkte ze als zelfstandig architect onder de naam Vera Schrader plus Partners.

## Stijl en filosofie
Een belangrijk kenmerk van haar minimalistisch ontwerp was de diagonale lijn die in veel van haar ontwerpen terugkeerde. De filosofie achter het gebruik van deze diagonale lijn die door de ruimte snijdt ligt in de optimalisatie van diezelfde ruimte zoals die ook werd gebruikt in de Piramide van Gizeh. Een ander belangrijk stijlkenmerk was de afwezigheid van kleuren. Schrader streefde naar een minimale verstoring van het leven zelf door onnodig design, aangezien haar filosofie was dat het de mensen zelf dienden te zijn, wonend, werkend en spelend, die het beeld van omgeving en gebruiker tot een geheel maakten. Veelal ging dat gepaard met diagonale halve muren dwars door de ruimten met daarin vierkante doorkijkgaten, om die interactie tussen ontwerp en gebruiker te initiëren, te optimaliseren. De mensen zelf waren nodig om het beeld compleet te maken. Als resultaat en in het verlengde van dit ontwerpidee, werden er geen planten in haar vroege werk opgenomen om diezelfde filosofie te benadrukken. Maar ook puur uit praktische overweging om op tijd en energie te besparen door het wegvallen van arbeidsintensieve huishoudelijke taken. Eenvoud in de bouw was het sleutelwoord. Eerst beïnvloed door de De Stijl-beweging, en later beïnvloed door bevriende ontwerpers en kunstenaars vertegenwoordigd door galerie Riekje Swart in Amsterdam, zoals Ewerdt Hilgeman en Peter Struyken.

## Architectuur
- Punk platenzaak No Fun, Rozengracht Amsterdam, opdrachtgever Amnon Raf Rafalowicz[8][9]
- Ontwerp Gerrit Rietveld tafel, Bijenkorf Amsterdam[10]
- Woonhuis Amsterdamseweg 268[11]
- Verbouwing Scholengemeenschap Casimir Lyceum, Tulpenburg 1 Amstelveen[12][13]
- Cultureel Centrum, plein 1960 Amstelveen
- Leeser winkel, Stadionweg Amsterdam opdrachtgever Rolf Leeser[14]
- Expositieruimte 'Drukkerskunsten' Proost en Brandt, Rusland 24 Amsterdam[15]
- Woonhuis, Overtoom 217 1e en 3e etage Amsterdam
- Woonschip, Da Costakade Amsterdam, verplaatst naar Dammerweg 80 Nederhorst den Berg ligplaats Krever Chemie[16]
- Amsterdamseweg 268 Amstelveen[17]

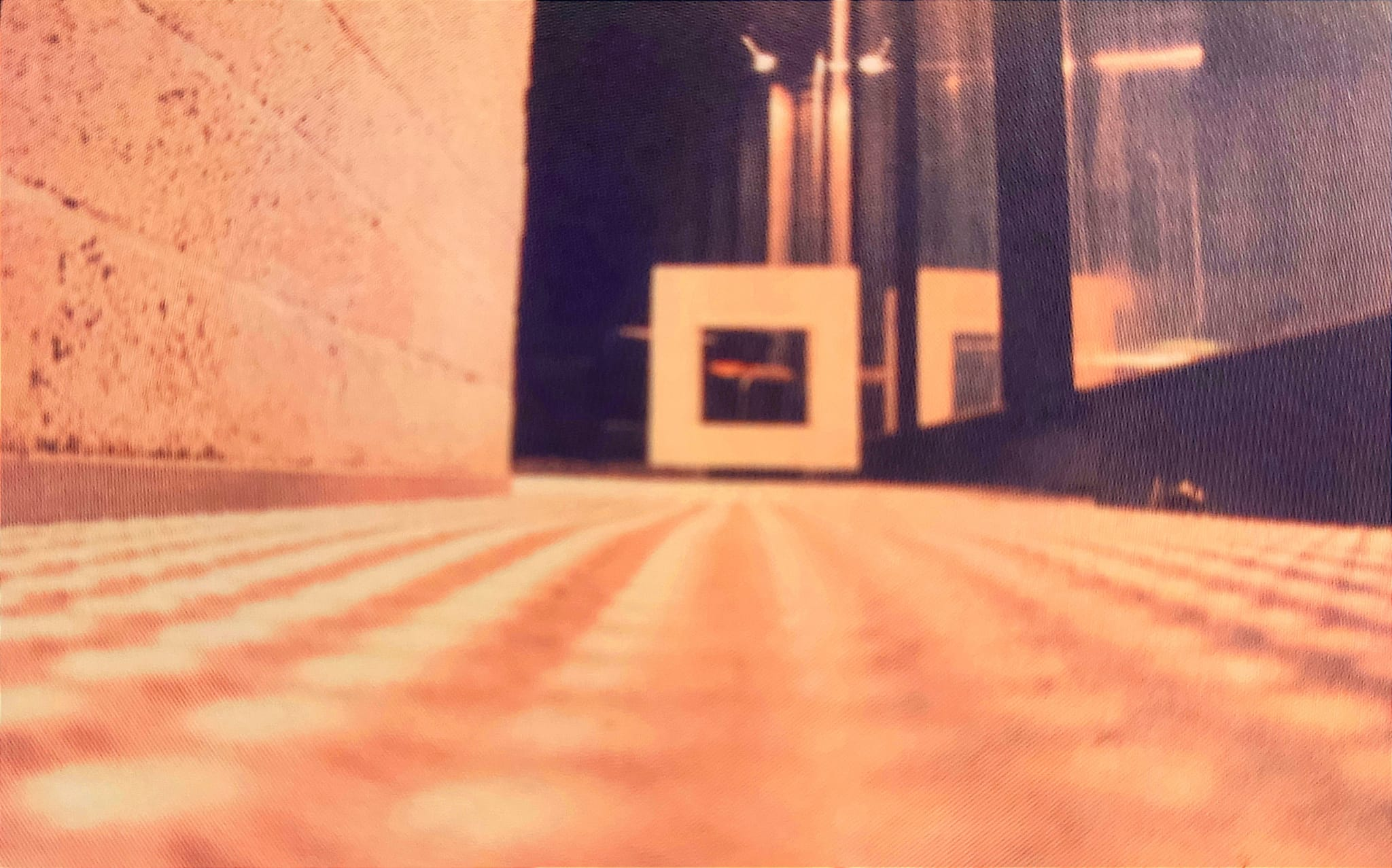
Architect Vera Schrader Relief Ewerdt Hilgeman Amsterdamseweg 268 Amstelveen. Foto H. van Meerwijk

## Trivia
- In maart 1973 was ze te zien in het NOS-televisieprogramma het Kort Geding over de stelling 'schoonheidswedstrijden kleineren de vrouw', naast onder anderen Corinne Rottschäfer.[18][19]